# HTC Desire Z
HTC Desire Z – smartfon firmy HTC. Jest następcą modelu G1. Został zaprezentowany w grudniu 2010 roku razem z modelem HTC Desire HD.
Model wyróżnia się klawiaturą QWERTY, zastosowanym procesorem Qualcomm MSM7230 z GPU Adreno 205, a także funkcją bezprzewodowego przesyłu filmów i zdjęć DLNA.
Smartphone posiada po aktualizacji system Android w wersji 2.3.3 z nakładką HTC Sense 2.1. Jest możliwość wgrania nieoficjalnego oprogramowania, takiego jak CyanogenMod w wersji 10.1, MIUI, czy w wersji Androida 4.2.2.

## Możliwości
HTC Desire Z posiada wbudowany G-Sensor i czujnik światła, funkcja „Fast Boot” (start w ok. 5 sekund).